# Prowincja Piza
Piza (wł. Pisa, ofic. Provincia di Pisa) – prowincja we Włoszech. 
Nadrzędną jednostką podziału administracyjnego jest region (tu: Toskania), a podrzędną jest gmina.
Liczba gmin w prowincji: 34.